# Gamma Volantis
Gamma Volantis (γ Volantis, förkortat Gamma  Vol, γ Vol) som är stjärnans Bayerbeteckning, är en vid dubbelstjärna   belägen i den västra delen av stjärnbilden Flygfisken. Den har en skenbar magnitud på 3,62 och är, synlig för blotta ögat och den ljusaste stjärnan i stjärnbilden. Baserat på parallaxmätning inom Hipparcosuppdraget på ca 23,3 mas, beräknas den befinna sig på ett avstånd på ca 140 ljusår (ca 43 parsek) från solen.

## Egenskaper
Primärstjärnan Gamma2 Volantis är en orange jättestjärna av spektralklass K0 III. Den har en radie som är cirka 9,9 gånger större än solens och utsänder från dess fotosfär ca 60 gånger mera energi än solen vid en effektiv temperatur på cirka 4 870 K.
Följeslagaren Gamma1 Volantis är en stjärna i huvudserien av spektralklass F2 V och en skenbar magnitud av +5,70. År 2002 var paret separerat med 14,1 bågsekunder vid en positionsvinkel på 296°. Deras separation har minskat från 15,7 bågsekunder år 1826. Gamma1 Volantis är en källa till röntgenstrålning med en styrka på 8,3 × 1028 erg/s.